# Université Visva-Bharati
L'université Visva-Bharati est une université centrale de recherche et une institution d'importance nationale située à Santiniketan, au Bengale occidental, en Inde. Elle a été fondée par Rabindranath Tagore qui l'a appelée Visva-Bharati, ce qui signifierait "la communion du monde avec l'Inde" pour certains, "la voix universelle" pour d'autres. Jusqu'à l'indépendance, c'était un college. Peu après l'indépendance, l'institution a reçu le statut d'université centrale en 1951 par une loi du Parlement.

## Aperçu
The Hindu a pu écrire : « Santiniketan est, à bien des égards, encore très différente des autres universités du pays. Située à Bolpur, dans le district de Birbhum, au Bengale occidental, l'université conserve les caractéristiques rurales dont rêvait Tagore. Les cours ont toujours lieu en plein air, à l'ombre d'immenses manguiers, et les étudiants comme les tuteurs se déplacent toujours à vélo pour éviter la pollution. Les anciens bâtiments, même ceux qui étaient constitués de murs en terre et de toits de chaume, sont toujours intacts et trouvent leur place au sein du campus principal. Si certains sont préservés pour leur valeur historique, d'autres sont fonctionnels à tous points de vue. Si pour les touristes, l'endroit ne peut être qu'un lieu d'observation, les studieux et les universitaires peuvent facilement ressentir les vibrations scolaires. Nombreux sont ceux, en particulier les Bengalis, qui ont une profonde vénération pour ce lieu et qui le visitent en pèlerinage pour rendre hommage à Tagore. Presque tous les festivals, qu'il s'agisse de la Poush Mela (en) locale ou des plus universels Raksha Bandhan ou Holi, sont célébrés dans leur originalité par les étudiants, les habitants et le personnel du campus... Tagore l'envisageait comme un "siège d'apprentissage", et sa vision a été reprise par Gandhi et Jawaharlal Nehru. Tous deux ont joué un rôle déterminant pour que l'université devienne une université centrale en 1951. »

## Histoire

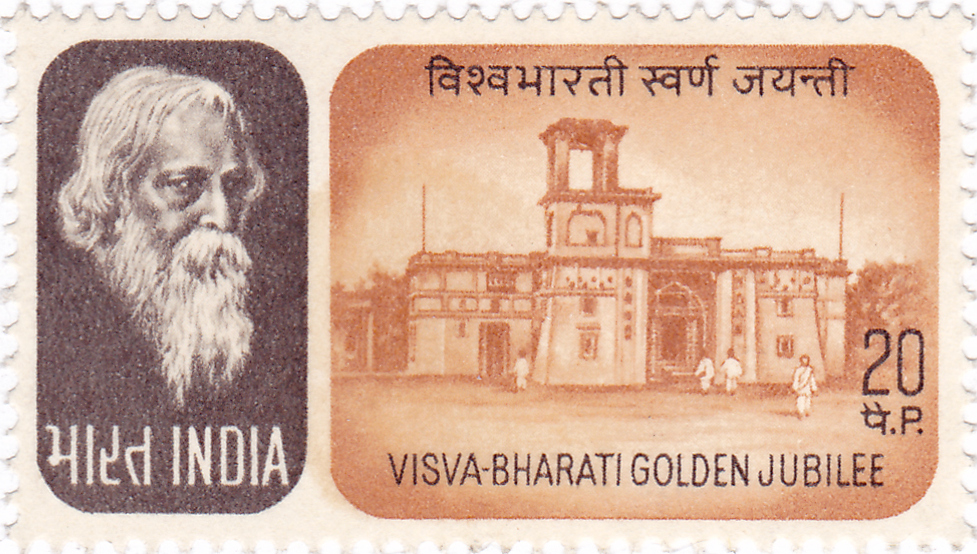
Timbre de 1971 pour le cinquantenaire de l'université

Les origines de l'institution remontent à 1863, lorsque Debendranath Tagore a reçu une parcelle de terrain de la part du zamindar de Raipur et zamindar de Kirnahar, et qu'il créa un ashram à l'endroit que l'on appelle aujourd'hui Chatim Tala, au cœur de la ville. L'ashram était initialement appelé Brahmacharya Ashram, qui a ensuite été renommé Brahmacharya Vidyalaya. Il a été créé dans le but d'encourager les personnes de tous horizons à venir sur place pour méditer. En 1901, son plus jeune fils, Rabindranath Tagore, a créé une école mixte dans les locaux de l'ashram.
À partir de 1901, Tagore a utilisé cet ashram pour organiser l'Hindu Mela (en), qui est rapidement devenu un centre d'activité nationaliste. Tout au long du début du vingtième siècle, les zamindars de Surul (en) (famille Sarkar), un autre village voisin, à quelques minutes de vélo du complexe Uttarayan, et les zamindars de Taltore, un village situé juste au nord de la ville universitaire, ont continué à vendre leurs terres et autres propriétés à l'ashram et au collège qui était en train d'être construit à cet endroit. L'ensemble du quartier de Purbapalli appartenait aux anciens zamindars de Taltore.
Rabindranath Tagore croyait en l'éducation en plein air et émettait des réserves sur tout enseignement dispensé entre quatre murs. Il était en effet convaincu que les murs représentent un conditionnement de l'esprit. Tagore n'avait pas une bonne opinion de la méthode d'éducation occidentale introduite par les Britanniques en Inde ; à ce sujet, Tagore et Gandhiji avaient la même opinion. Tagore a dit un jour : "Je ne me souviens pas de ce qu'on m'a enseigné, je ne me souviens que de ce que j'ai appris." L'idée de Tagore sur l'éducation était que chaque personne est un génie et que tous les étudiants ne s'épanouissent pas forcément au même moment. Il a donc conçu un nouveau système d'apprentissage à Visva-Bharati. Il a permis aux étudiants de poursuivre leur cours jusqu'à ce que l'étudiant et son professeur soient tous deux satisfaits.
À Visva-Bharati, si un cours demandé par un étudiant n'est pas disponible, l'université conçoit un cours et fait venir des enseignants pour ce cours. L'université ne se préoccupe pas de savoir s'il existe une demande pour ce cours. 
Le 17 septembre 2023, une partie du campus historique de Santiniketan est inscrite au patrimoine mondial de l'UNESCO, lors de la 45ème session du Comité du patrimoine mondial qui s'est tenue à Riyad. 

## Galerie

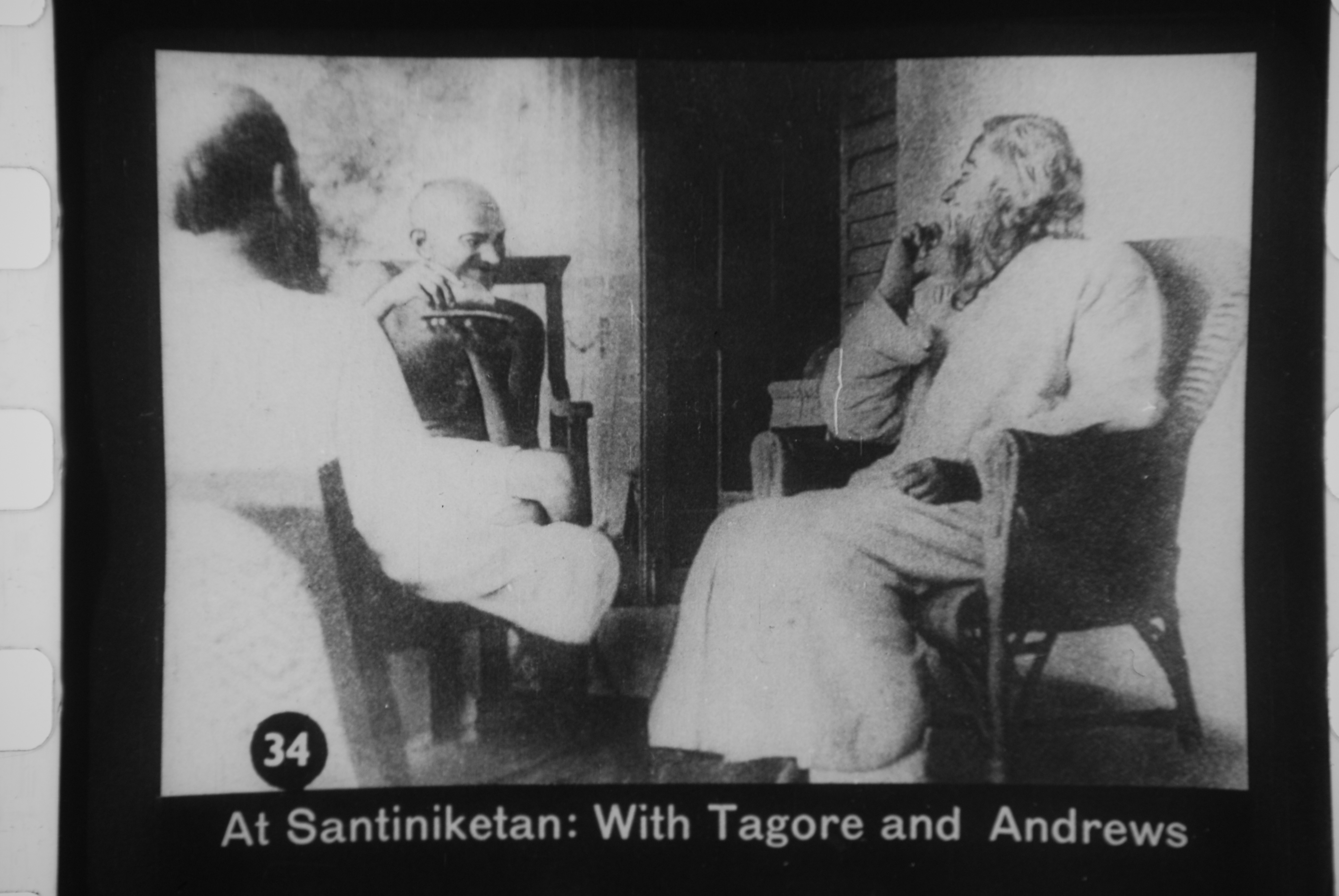
Gandhi, Tagore et Charles Freer Andrews à Santiniketan en 1925
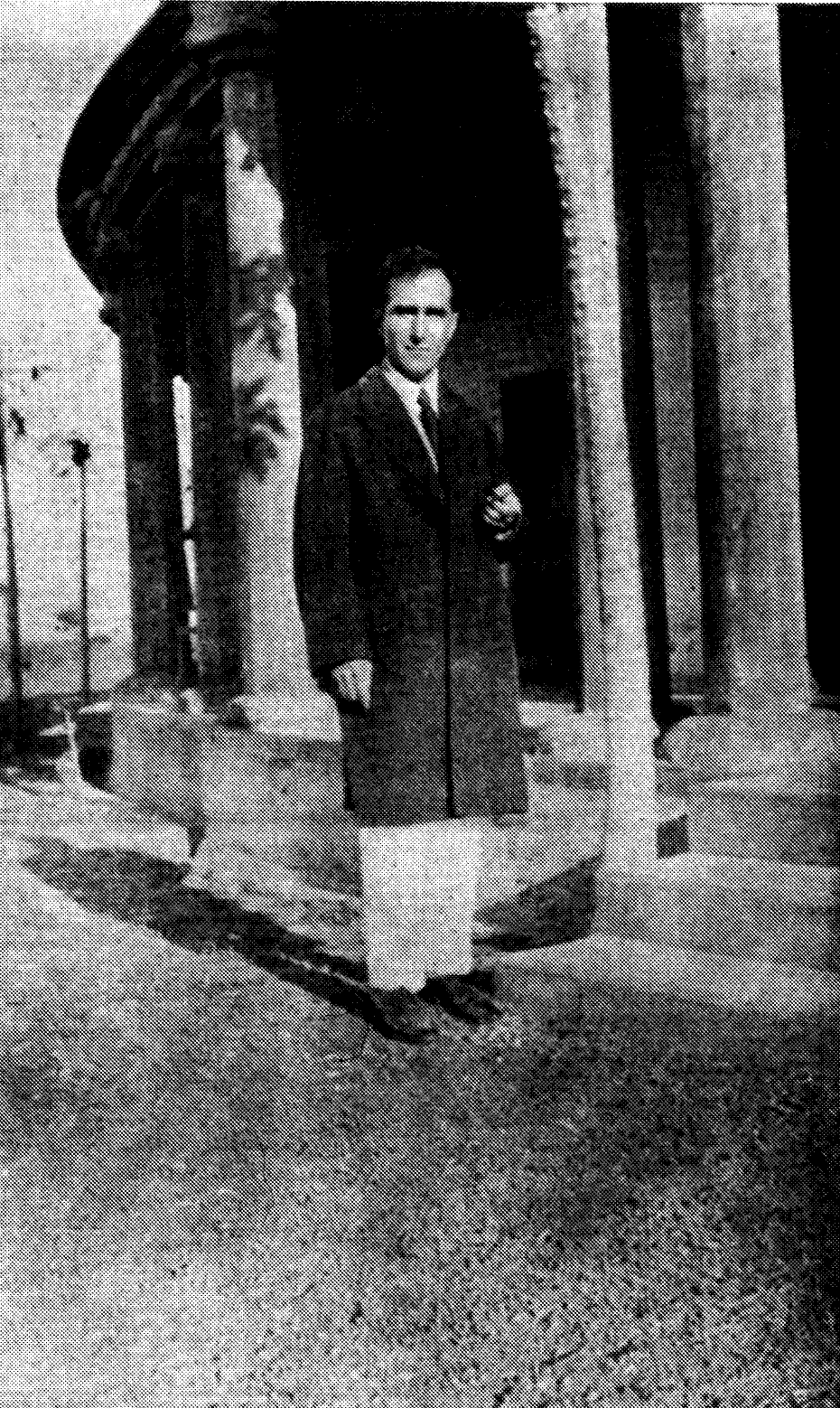
Ebrahim Pourdavoud (en) à Visva-Bharati en 1933
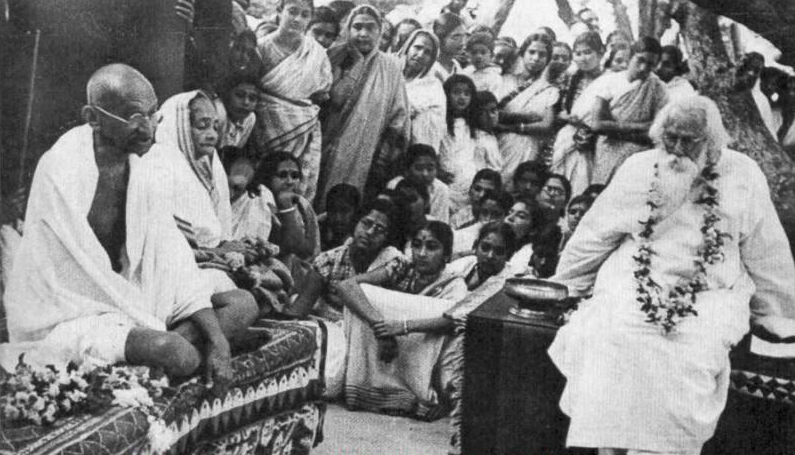
Gandhi et Tagore en 1940 à Santiniketan
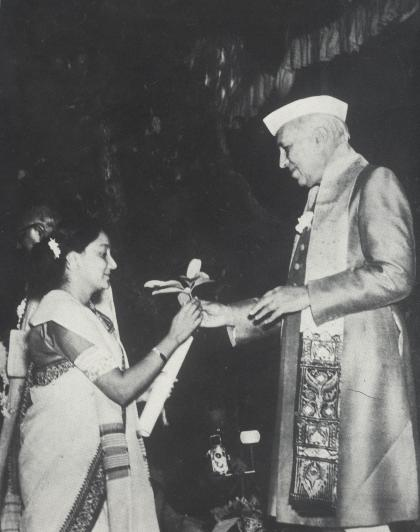
Jawaharlal Nehru, acharya en 1956
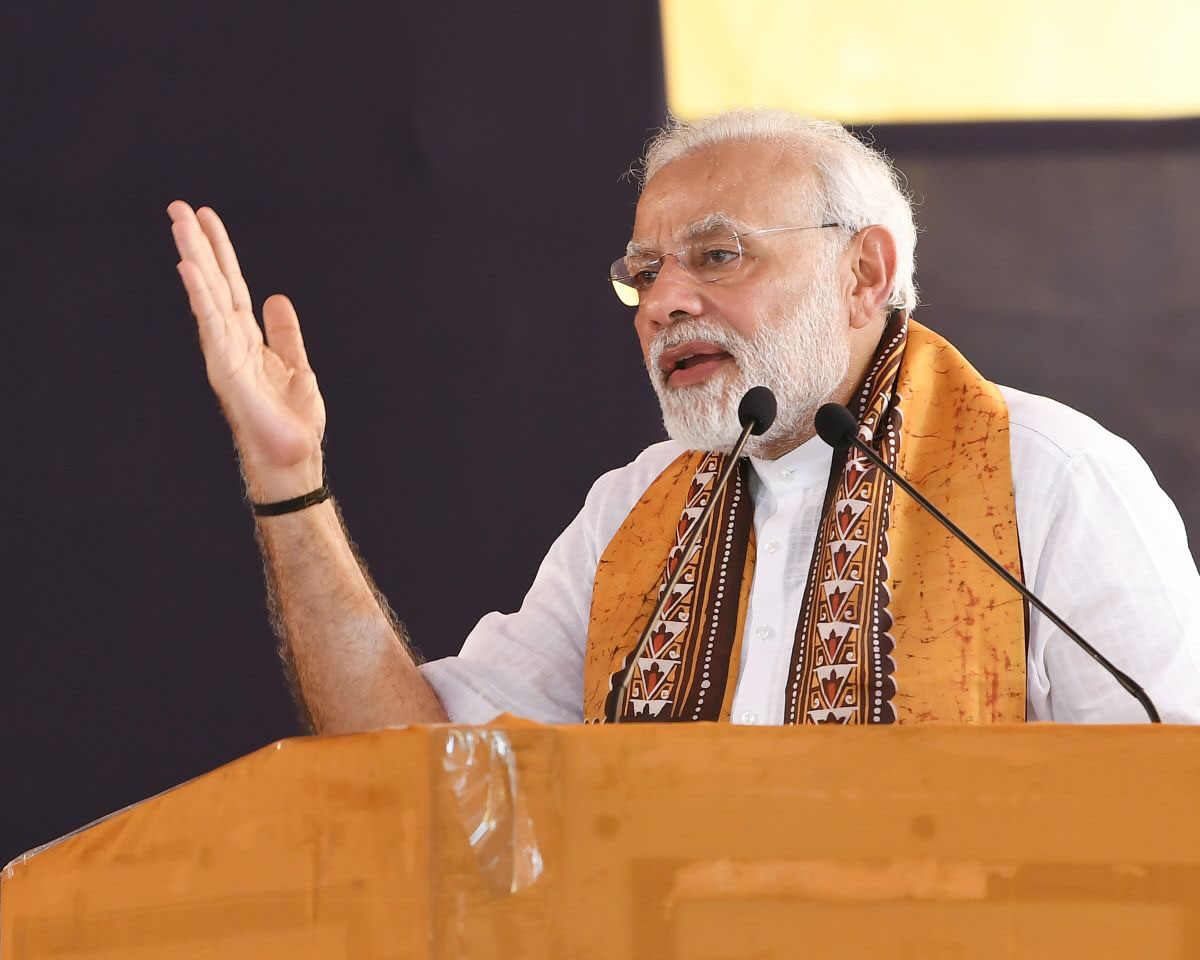
Narendra Modi à Visva-Bharati en 2018

## Situation
L'université Visva-Bharati est située à environ 160 km (99 mi) de Kolkata, dans les villes jumelles de Santiniketan et Sriniketan, dans le district de Birbhum, au Bengale occidental. La gare ferroviaire la plus proche est Bolpur Shantiniketan railway station (en) sur le chemin de fer de l'Est et le terminal aérien domestique est l'aéroport de Durgapur et le terminal aérien international est l'aéroport de Kolkata. Les bâtiments et les départements de l'institut sont dispersés entre les deux villes.
Les villes jumelles de Santiniketan et Sriniketan sont entourées par Bolpur au nord, Kheya au sud, Surul à l'est et Prantik à l'ouest. Les villes et l'université ne sont pas loin de la rivière Kopai qui coule au sud. 

## Instituts et centres
- Kala Bhavana : beaux-arts
- Sangit Bhavana (en) : dance, art dramatique, musique
- Cheena Bhavana (en) : culture et langue chinoises
- Palli Samgathana Vibhaga (en) : reconstruction rurale
- Rabindra Bhavana : Institut d'études et de recherche sur Tagore
- Hindi Bhavana
- Nippon Bhavana
- Bangladesh Bhavana
- Siksha Bhavana : science
- Vidya Bhavana : humanités et sciences sociales
- Centre for Modern European Languages, Literature and Culture Studies
- Bhasa Bhavana : langues, littérature et culture
- Vinaya Bhavana : éducation
- Palli Siksha Bhavana : agronomie

## Écoles
- Patha Bhavana, Santiniketan (en)
- Mrinalini Ananda Pathsala
- Siksha Satra (en)
- Santosh Pathsala

## Édition
- The Visva-Bharati Quarterly[4]

## Galerie

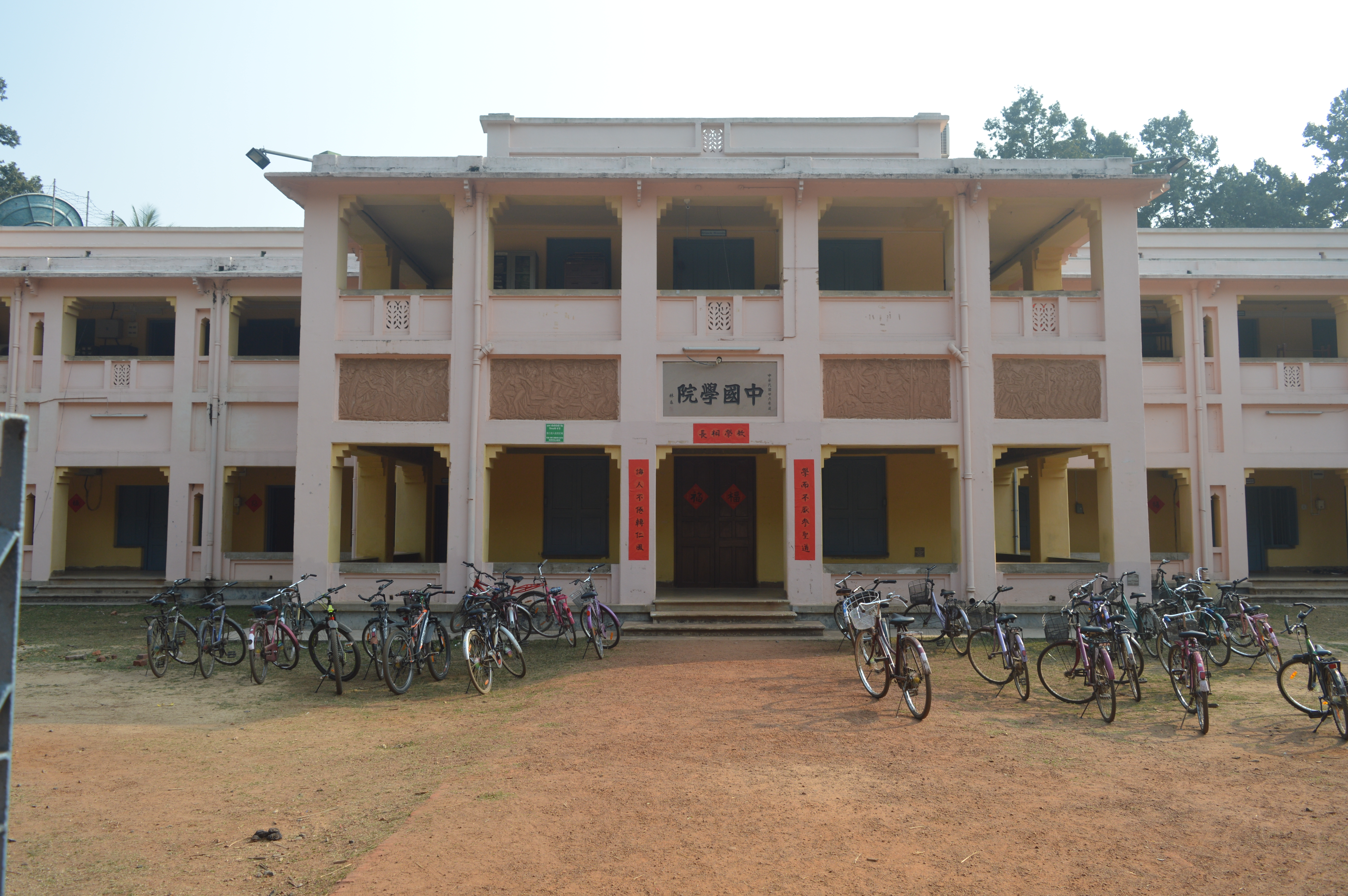
Le département d'études chinoises
La bibliothèque
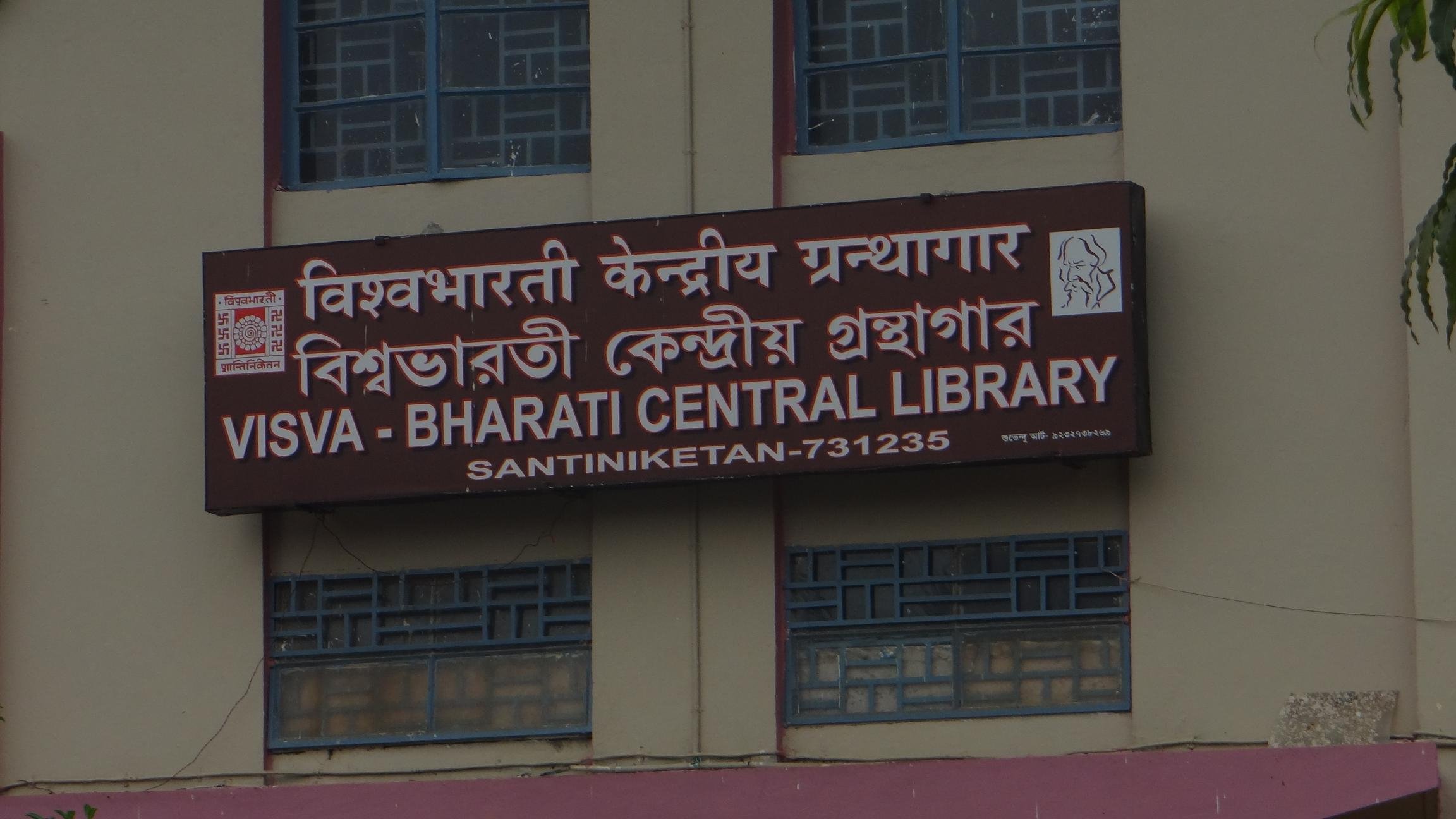
La bibliothèque
Les beaux-arts

## Enseignants ou directeurs notables
- Prabodh Chandra Bagchi
- Patrick Geddes
- Charles Freer Andrews
- Sylvain Lévi, 1921[5]
- Giuseppe Tucci

## Élèves notables
- Aung Soe
- Lokenath Bhattacharya
- Krishna Reddy
- Ananda Samarakoon, 1936
- Arundhati Ghose
- Amartya Sen
- Beohar Rammanohar Sinha, 1946-1950
- Giuseppe Tucci